# Elfde speciale spoedsessie van de Algemene Vergadering van de Verenigde Naties

Kaart van Oekraïne. De Krim is in donkeroranje aangegeven en werd in 2014 geannexeerd door Rusland. De provincies Loehansk, Donetsk, Zaporizja en Cherson zijn in lichtoranje aangeduid en werden in 2022 geannexeerd.

De elfde speciale spoedsessie van de Algemene Vergadering van de Verenigde Naties buigt zich over de Russische invasie van Oekraïne sinds 2022. De sessie werd aangevraagd door de VN-Veiligheidsraad, nadat die zelf geen eensgezindheid kon bereiken over de kwestie. De eerste zitting vond plaats in februari 2022.

## Achtergrond
Op 20 februari 2014 vielen Russische troepen de Krim binnen. Op 28 februari van dat jaar vroeg Oekraïne om een dringende bijeenkomst van de VN-Veiligheidsraad over de inval, omdat die de territoriale integriteit van het land bedreigde. Waarnemend president Oleksandr Toertsjynov verwees in een toespraak voor het Oekraïens parlement ook naar het Memorandum van Boedapest uit 1994. Daarin had Oekraïne veiligheidsgaranties gekregen in ruil voor het opgeven van zijn kernwapens.
Een maand later werd het schiereiland door Rusland geannexeerd. In het oosten van Oekraïne scheurden de regio's Donetsk en Loehansk zich met de steun van Rusland af. Daarmee begon een jarenlange oorlog in het oosten van Oekraïne, die vooral gedurende de rest van 2014 en in 2015 woedde en in de jaren daarna bij tijd en wijle weer oplaaide.
Vanaf 2021 begonnen de spanningen aan de Oekraïens-Russische grens verder op te lopen. Begin 2022 begon Rusland grote aantallen troepen samen te trekken. Op 21 februari 2022 erkende Rusland de onafhankelijkheid van Donetsk en Loehansk.  Naar aanleiding daarvan vroeg Oekraïne opnieuw een bijeenkomst van de Veiligheidsraad, gesteund door onder meer Frankrijk, de Verenigde Staten en het Verenigd Koninkrijk. De permanente leden van de Veiligheidsraad waren echter al jaren diep verdeeld over de Oekraïens-Russische kwestie. Ook deze keer stuitte een ontwerpresolutie op een Russisch veto. Oekraïne vroeg dan ook om een speciale spoedsessie van de Algemene Vergadering.
Op 24 februari 2022 vielen Russische troepen Oekraïne binnen. Op 27 februari lag een nieuwe ontwerpresolutie op tafel, door Albanië en de Verenigde Staten opgesteld, om een speciale spoedsessie te vragen. Resolutie 2623 werd met elf stemmen voor, één tegen en drie onthoudingen aangenomen. De Russische tegenstem telde deze keer niet als veto, omdat het een procedurekwestie betrof. Op 28 februari kwam de Algemene Vergadering bijeen voor de gevraagde sessie.

## Resoluties

### 2022
ES-11/1 van 2 maartEiste dat Rusland zich zou terugtrekken uit Oekraïne en de erkenning van Donetsk en Loehansk als zelfstandige republieken weer in zou trekken.

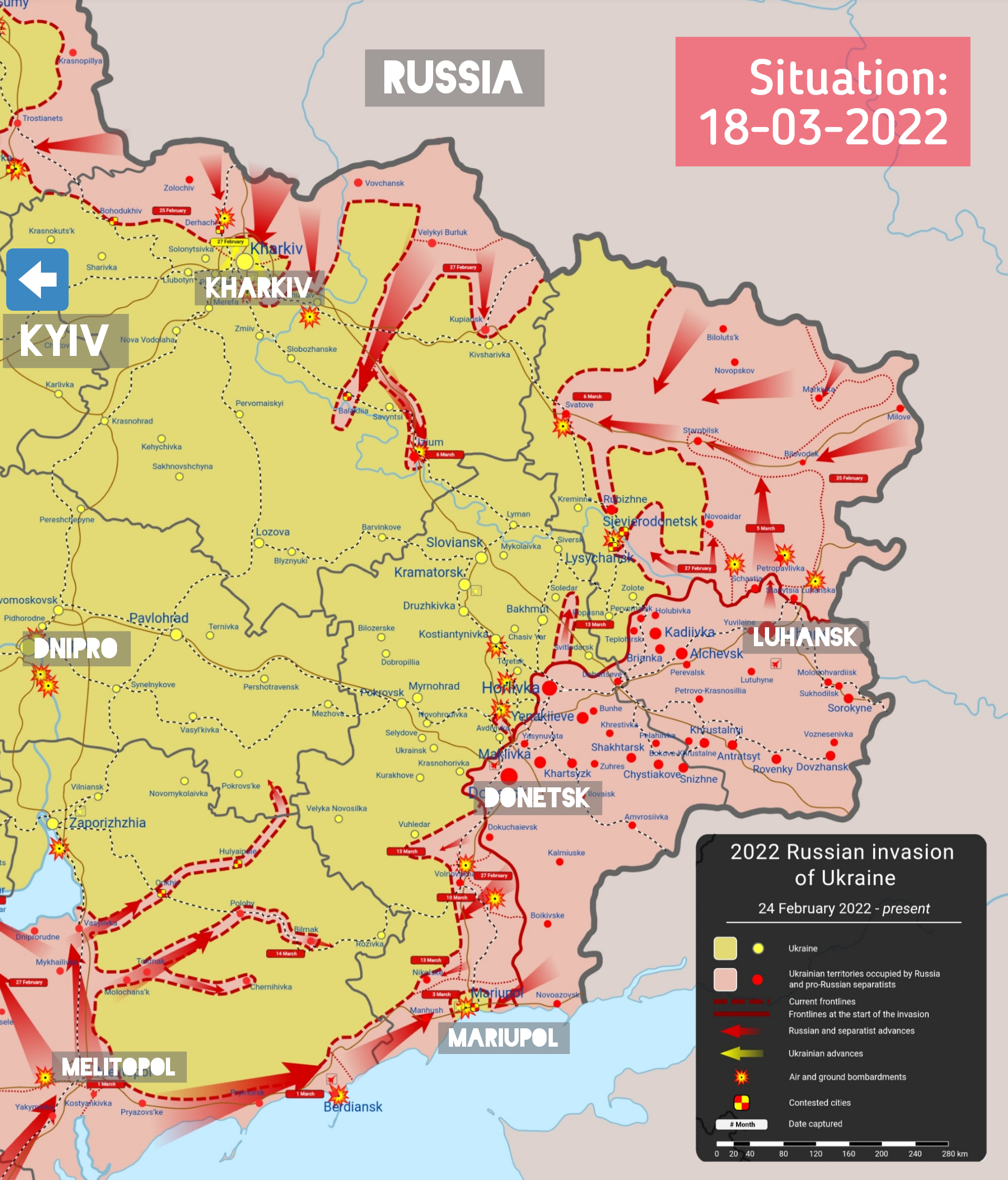
Kaart van de Russische invasie van Oekraïne op 18 maart 2022. De rode gebieden zijn door Rusland bezet. De rode pijlen geven de Russische opmars aan.

Op 21 maart vroegen 22 landen om de sessie te heropenen, in verband met de humanitaire gevolgen van de agressie tegen Oekraïne.
ES-11/2 van 24 maartEiste dat de Rusland zijn vijandelijkheden tegen Oekraïne zou staken; in het bijzonder de aanvallen op de bevolking. De mensenrechtenschendingen werden veroordeeld. Alle partijen moesten zich aan de Geneefse Conventies houden.
Op 5 april vroegen elf landen en de delegatie van de Europese Unie om de sessie te hervatten in verband met een ontwerpresolutie die al klaarlag.
ES-11/3 van 7 aprilSchorste Rusland als lid van de Mensenrechtenraad.
Eind september hield Rusland volksraadplegingen in de vier Oekraïense provincies die het grotendeels had bezet. Op 30 september werden deze vier provincies geannexeerd op basis van de uitslag. Een resolutie in de Veiligheidsraad die de volksraadplegingen veroordeelde werd middels het Russische veto verworpen. Op 3 oktober vroegen Albanië en Oekraïne daarom om de spoedsessie opnieuw te openen.
ES-11/4 van 12 oktoberVeroordeelde de illegale volksraadplegingen en poging tot illegale annexatie van Donetsk, Cherson, Loehansk en Zaporizja en verklaarde dat deze acties ongeldig zijn onder het internationaal recht. Landen werden opgeroepen ze niet te erkennen en Rusland om ze ongedaan te maken.
Op 7 november vroegen Canada, Guatemala, Nederland en Oekraïne om de sessie te hervatten. Er lag reeds een ontwerpresolutie klaar.
ES-11/5 van 14 novemberRaadde de lidstaten aan om alle schade die Rusland aan Oekraïne berokkende, te registreren. Die informatie kon op een later moment als bewijs dienen voor schadevergoedingen.

### 2023
Op 10 februari 2023 vroegen twaalf landen en de EU om de spoedsessie opnieuw te openen. Oekraïne had een ontwerptekst opgesteld. Twee amendementen van Wit-Rusland die stelden dat wapenleveringen aan Oekraïne vrede in de weg stonden en dat de onderliggende oorzaken van het conflict – met name Ruslands veiligheidszorgen – ook moesten worden overwogen werden verworpen.
ES-11/6 van 23 februariBenadrukte de noodzaak om snel tot blijvende vrede te komen op basis van het Handvest van de Verenigde Naties. Verder werden de eisen uit de eerste twee resoluties herhaald. Er werd ook aangedrongen op samenwerking om iets te doen aan de gevolgen die de oorlog had voor de wereldwijde voedselvoorziening, energiebevoorrading, milieu en nucleaire veiligheid.

### 2025
Op 17 februari 2025 vroegen Oekraïne en Polen om heropening van de sessie, zodat een ontwerpresolutie kon worden behandeld. Deze resolutie was door Oekraïne opgesteld en werd door de Europese landen gesteund. Naast Rusland stemden ook de Verenigde Staten tegen deze resolutie.
ES-11/7 van 24 februariRiep op tot de-escalatie en het voortijdig beëindigen van de vijandelijkheden. De oorlog moest dat jaar beëindigd worden, ten voordele van een rechtvaardige en duurzame vrede in overeenstemming met de principes van soevereiniteit en territoriale integriteit. Rusland moest zich onvoorwaardelijk terugtrekken uit Oekraïne en zijn aanvallen – vooral die op burgers en civiele doelwitten, zoals energie-infrastructuur – staken, zoals al in eerdere resoluties was geëist.
De Verenigde Staten dienden zelf ook een ontwerpresolutie in. In deze resolutie werd aangedrongen op een snel einde aan de oorlog, evenwel zonder dat Rusland hier werd benoemd als de veroorzaker ervan. De Europese landen voegden een aantal amendementen toe die opnieuw Rusland aanwezen als de agressor. Daarop onthielden de Verenigde Staten zich bij de stemming.
ES-11/8 van 24 februariVroeg een snel einde van het conflict en duurzame vrede.
De Amerikaanse tekst werd opnieuw ingediend bij de Veiligheidsraad. Daar werd de tekst goedgekeurd met onthouding van alle Europese leden, nadat Rusland de amendementen met zijn veto had tegengehouden.